# 萊比錫視覺藝術學院
莱比锡視覺藝術學院最老的州立藝術學院之一。

## 历史
创建於1764年，目前大約有530位學生分別專攻繪畫與造型、藝術與造型設計、攝影、以及媒體藝術。於2009年夏天設立了新碩士學程，是德國境內獨特而結合應用與學識取向的進修學程，並邀約各不同專業領域人士授課。

## 外部連結
- 萊比錫視覺藝術學院官方网站 （页面存档备份，存于）
- 萊比錫視覺藝術學院 （页面存档备份，存于） 於萊比錫辭典(Leipzig-Lexikon)